# Tamim ibn al-Muizz
Abu Ali Tamim ibn al-Muizz (arabisch أبو علي تميم بن المعز, DMG Abū ʿAlī Tamīm ibn al-Muʿizz; * 948 oder 949 in Mahdia; † zwischen 984 und 986 in Kairo), auch Tamim al-Fatimid genannt, war ein Prinz (amīr) der arabischen Dynastie der Fatimiden und der älteste von vier Söhnen des Kalifen al-Muizz.
Als ältester Sohn des regierenden Kalifen wurde Tamim von vielen Angehörigen des höfischen Umfelds der Fatimiden im afrikanischen al-Mansuriya als aussichtsreichster Anwärter auf die Nachfolge seines Vaters als Kalif und Imam der Schia der Ismailiten betrachtet, zumal alle vier bisher amtierenden Imam-Kalifen aus dieser Dynastie die jeweils ältesten Söhne ihrer Väter waren. Doch eine wie auch immer geartete Thronfolgeregelung, die eine explizite Primogenitur vorgesehen hätte, existierte nach islamischem Rechtsverständnis nicht. Allein dem Inhaber des Imamats oblag es zu entscheiden, an welchem seiner Söhne das Heilsbringende und unteilbare Charisma (baraka) weitergegeben wurde, der dann per Designation (naṣṣ) als Nachfolger zu benennen ist. Während der Vorbereitungen zum Umzug des Hofes in das ägyptische al-Qahira (Kairo) designierte Kalif al-Muizz um 971 zur Überraschung seiner Vertrauten seinen zweiten Sohn, Prinz Abdallah, zum Nachfolger. Nach dem Tod des Prinzen Abdallah und des Kalifen im Dezember 975 in Kairo, wurde in erneuter Übergehung des Tamim dem dritten Prinz Nizar als neuem Kalif unter dem Namen al-Aziz gehuldigt.
Als Grund für die Übergehung des Prinzen Tamim durch seinen Vater wurde seine zu häufig gezeigte Nähe zu unloyalen Kreisen aus der weiteren Verwandtschaft der Fatimiden-Dynastie genannt. Auch sprach gegen ihn die Tatsache, dass er keine eigenen Söhne hatte, welche die lineare Weitervererbung des Imamats hätten gewährleisten können.
Losgelöst von dynastischen Verpflichtungen – Fatimiden-Prinzen wurden im Staats- und Militärdienst nicht verwendet – konnte Prinz Tamim einem weltlichen Lebenswandel nachgehen und wurde vor allem als Genussmensch und Förderer der Dichtkunst bekannt. Seine aus Dichtern und Literaten bestehende Entourage verhalf dem Fatimiden-Hof zu intellektuellem und künstlerischem Glanz und trug zum Ruf Kairos als neues kulturelles Zentrum der arabischen Welt in Konkurrenz zu Bagdad bei. Tamim selbst betätigte sich als Poet; eine Sammlung (dīwān) von ihm geschriebenen Dichtungen ist überliefert, in denen er unter anderem die Liebe, Lebensfreude und die Gartenbaukunst lobpreiste. Aber auch zur Rühmung der ismailitischen Lehre und ihrer Imame, also vor allem seines Vaters al-Muizz und seines Bruders al-Aziz, verwendete er sein Talent. Offenbar hatte sich Tamim im Alter mit dem Thronverlust abgefunden und sich gegenüber seinem Bruder al-Aziz in ein Vertrauensverhältnis setzen können. Nachdem er im Zeitraum zwischen 984 und 986 gestorben war, wurde er im Mausoleum der Fatimiden zu Kairo beigesetzt; seine Leiche wurde vom Kadi an-Nu’man gewaschen und das Totengebet wurde von al-Aziz gesprochen.
In späteren Jahrhunderten behaupteten einige ägyptische Gelehrte, dass der Historiker al-Maqrizi ein Abkömmling der Fatimiden gewesen wäre, mit Prinz Tamim als verbindendes genealogisches Glied. Da Tamim aber keine eigenen Nachkommen hatte gilt diese Behauptung als unglaubwürdig. Al-Maqrizi selbst hatte sich in seinem Werk nicht weiter zu seiner Abstammung geäußert.

## Quelle
- Ibn Challikan: „Das Ableben bedeutender Persönlichkeiten und die Nachrichten über die Söhne der Zeit“ (Wafayāt al-aʿyān wa-anbāʾ abnāʾ az-zamān), hrsg. von William Mac Guckin de Slane: Ibn Khallikan’s biographical dictionary, Bd. 1 (1942), S. 279 ff.